# Garolou (album)
 (juin 2018).
Si vous disposez d'ouvrages ou d'articles de référence ou si vous connaissez des sites web de qualité traitant du thème abordé ici, merci de compléter l'article en donnant les références utiles à sa vérifiabilité et en les liant à la section « Notes et références ».
Albums de Garolou
Lougarou
(1976) Romancero
(1980)
Garolou est le deuxième album du groupe de musique traditionnelle, rock et folk franco-ontarien et québécois Garolou, sorti en 1978.
L'album est sacré disque folklorique de l'année lors du 1er gala des prix Félix, distinction remise aux artistes québécois par l'ADISQ, en 1979,. Il est également nommé dans la catégorie « Groupe de l'année ».
En mars 1979, Garolou obtient la certification disque d'or délivrée par Music Canada.
À l’exception de la chanson Alouette, ce disque est réédité au format CD en 1991 dans la compilation Tableaux d'hier Vol. 2, en complément de sept des neuf titres de l'album Centre-Ville.

## Liste des titres
|       | 'Face A'                        |       |
| A1.   | Aux Illinois                    | 3:42  |
| A2.   | La complainte du maréchal Biron | 5:24  |
| A3.   | Le départ pour les États        | 5:32  |
| A4.   | Je me suis habillé en plumes    | 3:46  |
| A5.   | Alouette                        | 2:06  |
|       | 'Face B'                        |       |
| B1.   | Victoria                        | 2:55  |
| B2.   | La retraite de Bonaparte        | 2:44  |
| B3.   | Wing-tra-la                     | 4:27  |
| B4.   | Germaine                        | 10:30 |
| 41:06 |                                 |       |

## Crédits
| - Michel Lalonde : chant (frontman), guitare acoustique, percussions - Marc Lalonde : guitare basse, percussions, chant - Michel (Stan) Deguire : batterie, percussions - Réginald Guay : piano, piano électrique Fender Rhodes, synthétiseurs, chant - Gilles Beaudoin : guitare acoustique, guitare, mandoline, flûte, percussions, chant | - Production, ingénierie : Edward Stasium Jr. - Arrangements : Garolou - Ingénierie (assistant) : Sylvain Jacob - Mixage : Edward Stasium Jr., Garolou - Mixage (assistants) : Ramona Janquitto, Sylvain Jacob - Artwork (illustration), design : Shirley Bossé - Photographie : Guy Schiele |